# Scipione Tolomei
Scipione Tolomei (Perugia, 1553 – Perugia, 16 settembre 1630) è stato un letterato e scrittore italiano.
Svolse l'attività di autore politico durante il periodo della Controriforma e, inoltre, esercitò la carica di segretario di corte presso i della Corgna, marchesi di Castiglione del Lago.

## Biografia
(Scipione Tolomei, Lettere, missiva indirizzata ad Ascanio II della Corgna nel 1596)

### Origini della famiglia e sua formazione

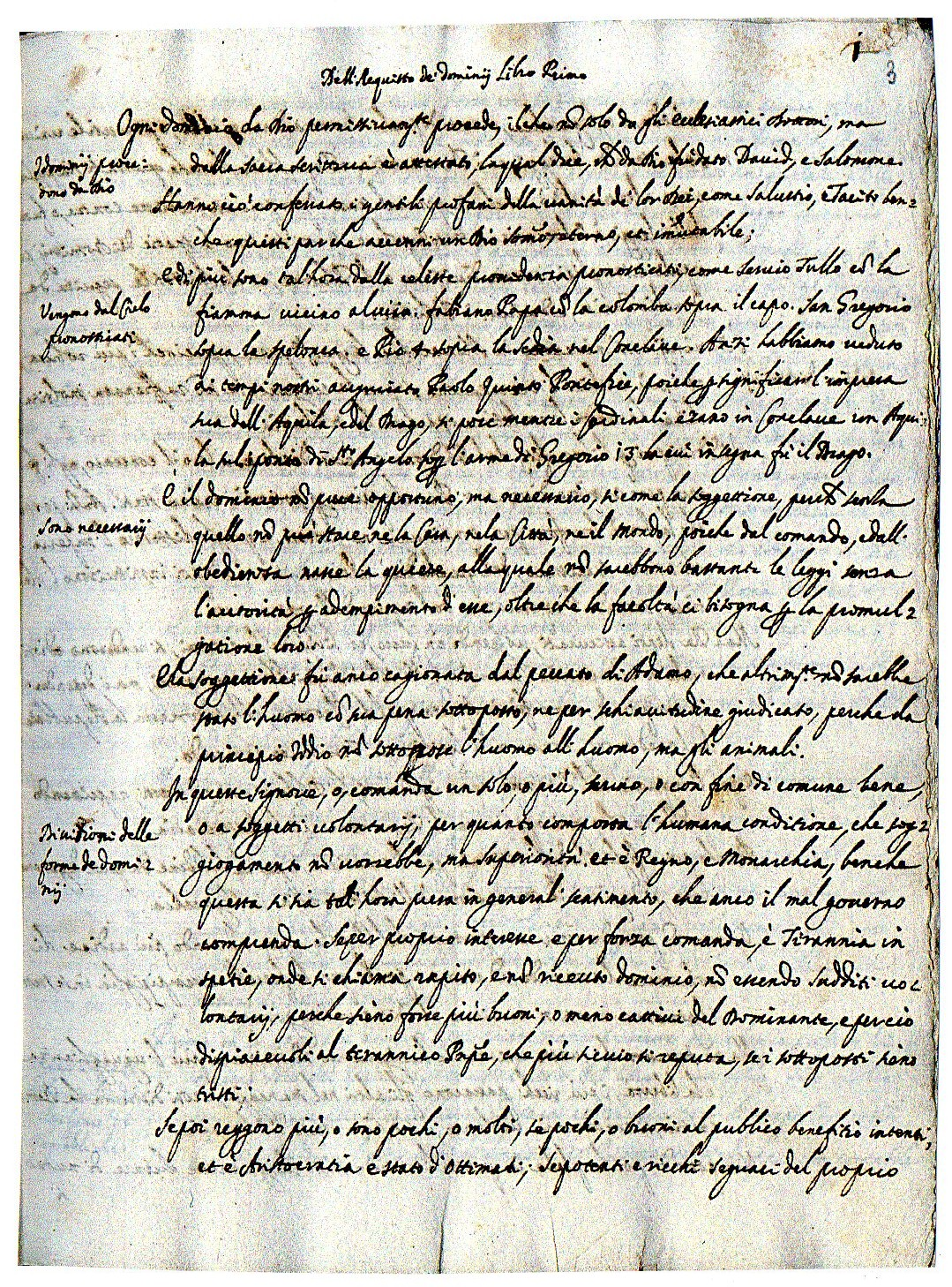
Prima pagina - Dell'Acquisto de' Dominij. Libro Primo - de Il Giardino de' Prencipi, trattato inedito di Scipione Tolomei (Biblioteca Augusta, Perugia)

Figlio di Livio (dei Tolomei di porta Santa Susanna: ramo perugino - inaugurato da Giovanni, nel 1393 - dell'insigne famiglia senese, estinto con Silvestro nel secolo XVIII) e di Elisabetta Petrini, fu istruito, come altri giovani del suo ceto, nelle lettere, nella retorica e nell'eloquenza, senza tuttavia conseguire il dottorato. I Tolomei esercitavano attività commerciali (Livio era regolarmente iscritto al Collegio della Mercanzia) e risiedevano nel rione perugino di Porta Santa Susanna, tra la medievale torre degli Sciri e la chiesa dei Santi Stefano e Valentino, parrocchia della famiglia, dove tuttora si ammira la Madonna in trono e santi, dell'artista umbro Domenico Alfani. Le origini dei Tolomei si facevano risalire a Carlo Magno: era certo, però, che il capostipite fosse Baldistricca, barone germanico, di mitiche ascendenze egizio-macedoni, giunto nella penisola italiana nel secolo XIII al seguito di Carlo Martello.
La prima notizia documentata della presenza dei Tolomei in Siena risaliva al 1229. Il progenitore della famiglia di Scipione, Giovanni (di Tolomeo di Guglielmo di Tolomeo), Conservatore della moneta, discendeva dal senese Tolomeo della Piazza (1219), figlio, con Giacomo, di Tolomeo, che inaugurarono le prime due linee della stirpe.
Il giovane Scipione, compiuti gli studi, aderì all'Accademia degli Insensati, tappa fondamentale per un letterato di Perugia. Il marchese Ascanio II della Corgna (1596-1606), durante l'estate, convocava riunioni segrete degli Insensati, presenti anche il Tolomei e il poeta Cesare Caporali, nelle misteriose tre stanze esoteriche del palazzo di Castiglione del Lago.
L'accademia aveva come insegna una schiera di gru volanti sul mare, ciascuna con un piccolissimo sasso nella zampa, e Vel cum pondere (Volo con equilibrio) quale motto. La sede dell'associazione, protetta da san Mattia apostolo, era ubicata nella villa del Valiano, presso Montepulciano, in cui ancora si vedono affrescate le imprese degli antichi dotti frequentatori, a loro ceduta in uso dalla famiglia Pasino. Gli Insensati stabilirono proprie norme e fini da conseguire, manifestando preferenze soprattutto per le opere di Francesco Petrarca e per le peculiarità della lingua italiana in senso moderno: nei primi tempi gli affiliati erano pochi e soprattutto perugini, poi, dal 1590 al 1608, guidati dallo storico Cesare Crispolti (1563-1608), raggiunsero traguardi più ampi e significativi.

### Soggiorno a Roma
Godendo fama di uomo retto e colto, il Tolomei, tra gli anni settanta e ottanta del Cinquecento, fu assunto come segretario di lettere dal cardinale di Montalto, futuro papa Sisto V (che farà includere Il Principe di Machiavelli, nella lista dei "libri proibiti"). L'erudito perugino fu raccomandato da Fulvio Giulio della Corgna, fratello di Ascanio I, e si trasferì a Roma nel palazzo Peretti: qui, nel 1581, quasi certamente fu involontario testimone dell'inquietante vicenda di Vittoria Accoramboni, moglie di Francesco, nipote di Sisto V, assassinato misteriosamente.

### Segretario di corte presso i della Corgna, marchesi di Castiglione del Lago
Scipione Tolomei, nel 1588, ritornato a Perugia e libero da vincoli familiari, assunse la carica assai ambita di segretario di corte presso il marchese Diomede della Corgna (1571-1596), nel prestigioso palazzo di Castiglione del Lago, progettato dal Vignola e da Galeazzo Alessi, affrescato, tra gli altri, dal Pomarancio.
Il letterato perugino, dunque, rimase al servizio dei della Corgna per trent'anni, fino al 1617-20 circa. Il segretario di corte non aveva soltanto mansioni cancelleresche, ma sovraintendeva alla "casa" del marchese: era il tesoriere privato, l'uomo di fiducia e il consigliere, dava pareri politico-socio-economici o di vita cortigiana («Ella è giudiziosa ed io pretendo di ricordare, non d'insegnare»: frase contenuta negli Avertimenti per lo governo de' sudditi, rivolti nel 1596 ad Ascanio II), redigeva i decreti e gli editti marchionali e scriveva missive di contenuto diplomatico, familiare, di cortesia, o formale, in nome e per suo conto, a re, papi, artisti e intellettuali. Famosa fu quella che Scipione indirizzò, per desiderio del feudatario, al poeta bernesco Cesare Caporali per invitarlo a risiedere e operare nella corte di Castiglione.
Il marchesato di Castiglione del Lago fu costituito nel 1563 dal papa Pio IV per Ascanio della Corgna (il feudo era stato concesso nel 1550 dallo zio di questi, Giulio III) a sua sorella Giacoma Ciocchi del Monte: Paolo V, nel 1617, lo eleverà a ducato. Il Tolomei esercitò con scrupolosità il suo ufficio presso l'ultimo marchese, poi duca, Fulvio II Alessandro (1606-1647), e sua moglie Eleonora de Mendoza, dopo aver servito l'avo Diomede e il padre Ascanio II. Il segretario di corte lavorava nella sala di Annibale del palazzo della Corgna, affrescata dal Caporali e comunicante con lo studio del luogotenente, anticamera della sala del trono.
Le vicende culturali del Seicento si distinsero anche per la peculiare figura del segretario, definito nel suo multiforme rilievo di individuo colto al servizio del signore, piuttosto che di cortigiano chiamato a coadiuvarlo e ad impersonare uno dei cardini della compagine principesca. L'evolversi di questo personaggio, considerato un pubblico funzionario con una particolare predisposizione letteraria, aveva la sua radice nel cancelliere e nell'umanista, utilizzati nella corte imperiale e pontificia o comunque nei centri clericali e secolari. La storica dei della Corgna, Maria Gabriella Donati-Guerrieri, qualificò il Tolomei, essenziale fonte per le vicende dei signori di Castiglione del Lago, in modo efficace: «una specie di Mentore scritturale che elargiva precetti e formulava missive in bello stile per incarico di terzi meno capaci.»

### Le opere

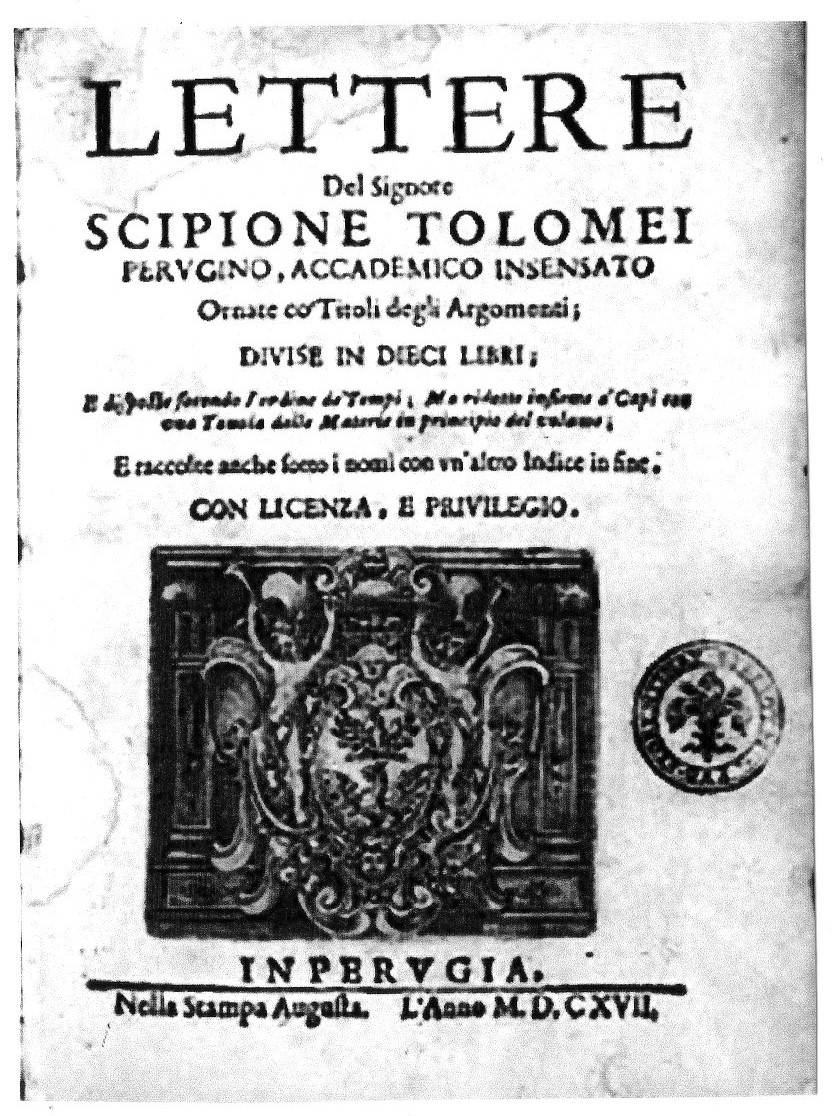
Le Lettere, di Scipione Tolomei (Stamperia Augusta, Perugia, 1617)

Ritiratosi dalla carica di segretario, il Tolomei, pertanto, si applicò alla scrittura dei suoi effetti letterari. Proprio nel 1617, infatti, fece pubblicare dalla stamperia Augusta di Perugia, la raccolta di Lettere del Signore Scipione Tolomei Perugino Accademico Insensato, compendio della sua intensa attività alla corte castiglionese: ripartita in dieci libri e dedicata al cardinale Scipione Borghese, di cui si ammira lo stemma sul frontespizio. Il lavoro fu lodato, in due epistole, dal letterato e critico perugino Giovanni Battista Lauri (1579-1629). Nel decennio 1620/1630 l'anziano Scipione si dedicò, infine, alla stesura del trattato politico - rimasto inedito - d'impostazione antimachiavellica, Il Giardino de' Prencipi, il cui manoscritto fa parte tuttora del catalogo della Biblioteca Augusta di Perugia (ms. 2684).
L'opera è divisa in due tomi, riguardanti l'acquisto e il mantenimento dei principati. Il Giardino.. è evidentemente contrario ai dettami dell'opera del segretario fiorentino, secondo lo spirito della Controriforma e nei limiti della moderata polemica che già aveva caratterizzato la produzione di molti autori, quali Giovanni Botero e Scipione Ammirato.  In seguito alla messa all'Indice de Il Principe da parte della Chiesa, nel 1559, i sostenitori dell'antimachiavellismo cattolico (corrente di pensiero, di critica e di dissenso alle speculazioni di Niccolò Machiavelli) furono moltissimi, ma soltanto alcuni si distinsero nell'indagine di una visione più completa ed esaustiva dell'essenza dello Stato e della politica, scaduta poi in una disputa tra i favorevoli e i contrari alla Ragione di Stato.
Nella parte inferiore della cornice dell'unico ritratto conosciuto dell'erudito perugino, sull'antiporta delle Lettere, si legge il seguente personale motto di ciceroniana reminiscenza: «Labore occiduus meo, alieno exorior» (Stremato dalla mia fatica, mi rianimo pensando a quella altrui). Scipione Tolomei, quindi, scrittore antimachiavellico del primo Seicento, da includere nel fitto numero di autori che si susseguirono in quel periodo, riesaminatore delle opere del Botero e di Scipione Ammirato, tacitista e storico ben informato, merita un posto nella letteratura anti-Principe soprattutto per la sua tranquilla polemica che, insieme a quella degli altri trattatisti, ha avuto come effetto un maggiore consolidamento dell'autorità politica del Machiavelli.
Il Tolomei, inoltre, è degno di ricordo per la funzione di tipico segretario di corte che seppe magistralmente esercitare. Le qualità necessarie per svolgere tale incarico furono dettagliatamente illustrate nelle opere di Jean Puget de la Serre (Il segretario di corte) e del napoletano Tommaso Costo (Trattato del segretario): secondo quest'ultimo era indispensabile, tra l'altro, che il soggetto fosse moralmente integerrimo, modesto, «sempre e soltanto vestito di nero», religioso. Anche Scipione, nel suo Giardino de' Prencipi, elencò le quattro virtù che un buon consigliere doveva possedere: profonda preparazione culturale, età matura, capacità di espressione e «niente s'interessi per se stesso».
Il dotto letterato concluse la propria vita, completamente dedicata al lavoro, nella sua casa di Perugia, il 16 settembre 1630, a 77 anni, età allora piuttosto tarda (come risulta dal libro necrologico della parrocchia dei Santi Stefano e Valentino, fol. 21). Al rito funebre del Tolomei partecipò una delegazione dei duchi di Castiglione del Lago Fulvio II ed Eleonora, presso i quali dieci anni prima aveva diligentemente compiuto l'ufficio di segretario: fu sepolto nella chiesa perugina di San Francesco al Prato, dove riposavano i della Corgna, Braccio da Montone, vari esponenti delle nobili casate locali e veniva ancora mostrata dai frati la stupenda Pala Baglioni di Raffaello, ora esposta nella Galleria Borghese a Roma.

## Riferimenti nella cultura di massa

### Mostre
Il 31 ottobre 2014, presso il palazzo Baldeschi al Corso in Perugia, è stata allestita una mostra con finalità culturali/didattiche, avente per oggetto Machiavelli e il mestiere delle armi. Curata dal docente Alessandro Campi e da alcuni collaboratori della Biblioteca Augusta, sono state esposte in visione opere e testi relativi a Niccolò Machiavelli e al suo tempo. Tra questi un ritratto dello scrittore fiorentino (bottega del Vasari, 1546-1547), i manoscritti de Il Principe (XVI secolo) e Il Giardino de' Prencipi, di Scipione Tolomei, conservati nella biblioteca comunale perugina.